# Bischoffen
Bischoffen település Németországban, Hessen tartományban. Lakosainak száma 3335 fő (2023. december 31.). Bischoffen Hohenahr, Mittenaar és Siegbach községekkel határos.

## Népesség
A település népességének változása:
| Lakosok száma | 3371 | 3305 | 3284 | 3311 | 3335 |
|               | 2017 | 2019 | 2021 | 2022 | 2023 |